# Spontaneous Combustion
Spontaneous Combustion (bra: Combustão Espontânea) é um filme norte-americano de 1990, do gênero terror, dirigido por Tobe Hooper.
Integrou a competição para o prémio de melhor filme no Fantasporto de 1991.[carece de fontes?]

## Sinopse
Sam Kramer (Brad Dourif) é um rapaz comum que descobre ser filho de um casal usado como cobaia num experimento secreto radioativo nos anos 50. Ele pode se incendiar e provocar uma verdadeira tragédia ao seu redor. Após descobrir que foi vítima inocente nesta experiência macabra, Sam inicia um processo de vingança que culminará num caos terrível.[carece de fontes?]

## Elenco
| Ator           | Papel            |
| -------------- | ---------------- |
| Brad Dourif    | Sam Kramer       |
| Cynthia Bain   | Lisa Wilcox      |
| Jon Cypher     | Dr. Marsh        |
| Melinda Dillon | Nina             |
| John Landis    | Técnico de rádio |
| Jared Rushton  | Billy Kopecki    |
| Jon Lovitz     | Scotty Brennen   |